# 危險的相見禮2
《危險的相見禮2》（韓語：위험한 상견례2）是2015年上映的一部韓國愛情喜劇片，是2011年上映的電影《危險的相見禮》的續集。本片講述了警員世家的小女兒英熙和盜賊世家的獨生子哲秀相戀，雙方家庭為了反對兩人結婚而發生的故事，2015年4月29日在韓國上映。

## 演員

### 主要演員
- 陳世娫 飾演 朴英熙[4]
- 洪宗玄 飾演 韓哲秀
- 申正根 飾演 韓達植
- 全秀卿 飾演 趙強子
- 金應洙 飾演 朴萬春

### 其他演員
- 朴恩惠 飾演 朴英美
- 金道妍 飾演 朴英淑
- 金東均 飾演 成鎮
- 張世鉉 飾演 金賢宇
- 朴斗植 飾演 民久
- 李奎浩 飾演 白首級

### 友情出演
- 金俊昊 飾演 基地MC
- 金陽宇 麻藥男1
- 李哲民 飾演 快遞員
- 鄭成華 飾演 酒醉的客人
- 金善映 飾演 商談女老師
- 李準赫 飾演 快遞員的同事
- 徐藝華 飾演 吵架的女子
- 朴相赫 飾演 小酒館的男子

### 特別出演
- 金守美 飾演 飯館老奶奶
- 李正燮 飾演 光
- 鄭恩善 飾演 總統

## 外部鏈接
- NAVER電影 （页面存档备份，存于）
- Daum電影 （页面存档备份，存于）
- 韩国电影数据库（KMDb）上《危險的相見禮2》的資料